# Geelringbrilvogel
De geelringbrilvogel (Heleia wallacei synoniem: Zosterops wallacei) is een zangvogel uit de familie Zosteropidae (brilvogels). Deze vogel is genoemd naar de bekende Britse natuuronderzoeker Alfred Russel Wallace.

## Verspreiding en leefgebied
Deze soort is endemisch op de westelijke en centrale Kleine Soenda-eilanden in Indonesië.

## Status
De grootte van de populatie is niet gekwantificeerd maar de soort wordt omschreven als algemeen. Op de Rode lijst van de IUCN heeft deze soort de status niet bedreigd.